# Witkeelbospatrijs
De witkeelbospatrijs (Dendrortyx leucophrys) is een vogel uit de familie Odontophoridae. De wetenschappelijke naam van de soort is voor het eerst geldig gepubliceerd in 1844 door Gould.

## Voorkomen
De soort komt voor van het zuiden van Mexico tot Costa Rica en er worden twee ondersoorten onderscheiden:
- D. l. leucophrys: van zuidelijk Mexico tot Nicaragua.
- D. l. hypospodius: noordelijk Costa Rica.

## Beschermingsstatus
De totale populatie is in 2019 geschat op 50-500 duizend volwassen vogels. Op de Rode Lijst van de IUCN heeft de soort de status niet bedreigd.